# Rhipogonaceae
Las ripogonáceas (nombre científico Rhipogonaceae, a veces encontrado como su sinónimo Ripogonaceae), son una familia de plantas monocotiledóneas, enredaderas nativas del este de Australia, Nueva Zelanda, y Nueva Guinea. La familia está compuesta por un único género,  Rhipogonum (a veces encontrado como su sinónimo Ripogonum). Las ripogonáceas son trepadoras que muchas veces tienen tallos espinosos, pero sin zarcillos. Las hojas son muchas veces opuestas, pecioladas, y con una lámina que tiene 3 venas longitudinales fuertes y venación fina reticulada. Las flores son más bien pequeñas e indistintas, el fruto es una baya. La familia fue reconocida por sistemas de clasificación modernos como el sistema de clasificación APG III (2009) y el APWeb (2001 en adelante), cuando los análisis moleculares de ADN confirmaron que su género debía separarse de Smilacaceae, familia en la que tradicionalmente era ubicado.

## Filogenia
Relacionadas con esta familia están Liliaceae (16 géneros, 600 especies, geófitas del Hemisferio Norte), Smilacaceae (monogenérica, 315 especies, casi cosmopolita), y Philesiaceae (2 géneros monoespecíficos, del sur de Sudamérica), como avalado en Chase et al. 1995a, 2006, Conran 1998, Fay et al. 2006, Rudall et al. 2000a. Sin embargo no se conocen caracteres fuera de los del ADN que unan a todas estas familias. Smilacaceae, Philesiaceae, y Rhipogonaceae tienen un polen único espinoso (Rudall et al. 2000a), pero nunca formaron un clado en análisis moleculares. Rhipogonum es muchas veces ubicada como hermano de Philesia /Lapageria, por lo que podría ser combinado con ellos, y Smilax es en general hermano de Liliaceae (pero nunca con más de 80 % de apoyo). Fay et al. (2006: bajo apoyo), Givnish et al. (2006: alto apoyo), y Chase et al. (2006) encontraron a Philesiaceae y Rhipogonaceae como taxones hermanos, y a Smilacaceae como hermano de Liliaceae.

## Taxonomía
La familia fue reconocida por el APG III (2009), el Linear APG III (2009) le asignó el número de familia 58. La familia ya había sido reconocida por el APG II (2003).
El género y las especies, conjuntamente con su publicación válida y distribución se listan a continuación (Royal Botanic Gardens, Kew):
- Rhipogonum J.R.Forst. y G.Forst., Char. Gen. Pl.: 49 (1775). Este de Nueva Guinea, Este de Australia, Nueva Zelanda. 6 especies.
  - Rhipogonum album R.Br., Prodr.: 293 (1810). Papúa Nueva Guinea, Norte y Este de Queensland a Este de Victoria.
  - Rhipogonum brevifolium Conran & Clifford, en Fl. Australia 46: 231 (1986). Norte y Este de Queensland a Centro Este de Nueva Gales del Sur.
  - Rhipogonum discolor F.Muell., Fragm. 7: 78 (1869). Sudeste de Queensland a Noreste de Nueva Gales del Sur.
  - Rhipogonum elseyanum F.Muell., Fragm. 1: 44 (1858). Noreste y Sudeste de Queensland a Noreste de Nueva Gales del Sur.
  - Rhipogonum fawcettianum F.Muell. ex Benth., Fl. Austral. 7: 9 (1878). Sudeste de Queensland a Este de Nueva Gales del Sur.
  - Rhipogonum scandens J.R.Forst. y G.Forst., Char. Gen. Pl.: 50 (1775). Nueva Zelanda.

Según el APWeb, Ripogonum es sinónimo:
- Ripogonum J.R.Forst. & G.Forst.(SUO) = Rhipogonum J.R.Forst. & G.Forst.

## Importancia económica
Algunas especies son utilizadas por los pueblos indígenas para la construcción de cestos, cuerdas y redes de pesca. 